# Третій відділ
59°56′12″ пн. ш. 30°20′35″ сх. д. / 59.9366° пн. ш. 30.3431° сх. д.
«Тре́тій ві́дділ» (рос.: Третье отделение Собственной Его Императорского Величества канцелярии), вищий орган політичного розшуку і слідства в Російській імперії, заснований за Миколи І (1826) з метою боротьби проти революційних і опозиційних рухів та організацій, нагляду за слідством у політичних справах, за політичними тюрмами тощо. Виконавчим органом «Третього відділу» був Окремий корпус жандармів
По своєму значенню відділи Канцелярії прирівнювались до Міністерств
У віданні «Третього відділу» до 1865 була також цензура. Серед іншого, «Третій відділ» керував арештами і слідством у справі Кирило-Мефодіївського Братства, зокрема Тараса Шевченка.
«Третій відділ», разом із двома іншими відділами входив до складу Імператорської Канцелярії (рос.: Собственная Его Императорского Величества канцелярия) заснованої для роботи зі справами, які вимагали особистої участі державця.
Відділ складався з таких експедицій:
- I експедиція займалась політичними справами — «предметами высшей полиции и сведениями о лицах, состоящих под полицейским надзором».
- II експедиція — раскольниками, сектантами, підробниками грошей, карними злочинами, місцями ув'язнення та «крестьянским вопросом».
- III експедиція займалась іноземцями.
- IV експедиція вела літопис про всі події («всех вообще происшествиях»), займалась особовим складом, зарплатами і т. ін.
- V експедиція (створена в 1842 році) займалась цензурою, наглядом за періодичними виданнями, типографіями, театрами тощо.Докладніше: Цензура в Російській імперії

Ліквідований в 1880 році, а його функції передано створеному при Міністерстві внутрішніх справ департаменті поліції.